# 드라우그

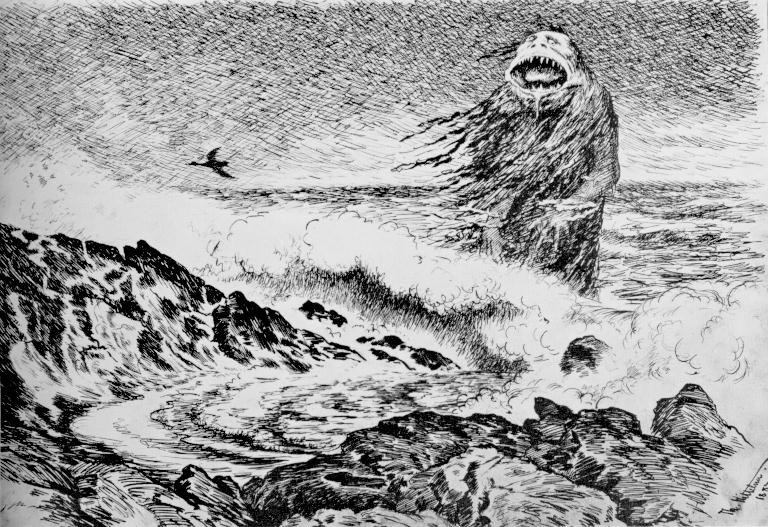

드라우그(고대 노르드어: draugr)는 북유럽 신화에 등장하는 언데드의 일종이다. 복수형은 드라우가(고대 노르드어: draugar)라고 한다. "다시 걷는 자"라는 뜻의 아프트강그(고대 노르드어: aptrgangr, 아이슬란드어: afturganga)라는 별칭도 있다. 드라우그는 불사신은 아니며, 죽을 수 있고 이를 "두번째 죽음"이라고 한다. 몸이 썩거나 불에 타거나 하는 등의 방식으로 파괴되어 죽을 수 있다.
드라우그는 인간을 초월한 힘을 지니고 있으며, 몸의 크기를 마음대로 조절할 수 있다. 드라우그의 외모는 죽은 시체의 그것으로, 부풀고 검게 변색된, 바라보기조차 두려운 모습이다. 드라우그는 인간의 형체와 지능을 일부 되찾은 산송장으로, 보물을 지키거나 살아 있는 것에게 위해를 끼치거나 혹은 생전에 자신에게 원한이 있는 자에게 복수하려고 한다.
민담에서 드라우그는 온갖 방식으로 사람을 죽인다. 몸집이 커진 뒤 사람을 으깨어 죽이거나, 살을 뜯어먹거나, 통째로 집어삼키거나, 미치게 만들어서 간접적으로 죽이거나, 흡혈을 하거나 등등 다양하다. 드라우그가 잠든 무덤 근처에서 먹이를 먹은 짐승은 드라우그의 영향으로 미쳐 날뛸 수 있다. 이렇게 미친 짐승은 죽을 수도 있다. 예컨대 《에위리 일족의 사가》에 나온 드라우그 토롤프는 자신의 봉분 위를 날아가던 새들이 죽어 떨어지게 만들었다. 드라우그는 사람 역시 미치게 만들 수 있다.
재수없게 드라우그의 보금자리 근처를 지나게 된 사람만 드라우그의 희생자가 되는 것은 아니다. 이 산송장들은 이리저리 돌아다니면서 가축들을 학살하거나 가죽을 벗기는 등 만행을 저지른다. 밤새 야외에서 가축 떼를 지켜야 하는 목자들이 특히 이 굶주리고 증오에 찬 산송장들의 주요 목표가 되었다.
드라우그는 살아 있는 인간 마법사와 비슷한 바술적 능력을 가지고 있었으며, 이를 "트롤스카프"(trollskap)라 한다. 트롤스카프의 종류로는 둔갑, 날씨 조종, 미래 예견 등이 있다. 드라우그가 둔갑할 수 있는 짐승으로는 바다표범, 가죽이 벗겨진 거대한 소, 등이 부러지고 귀와 꼬리가 없는 회색 말, 그리고 사람의 가슴 위에 올라앉아 점점 무거워져서 사람을 눌려 죽게 만드는 고양이 등이 있다.

## 같이 보기
- 스프리건